# Ion Țăranu
Ion Țăranu (Turnu Măgurele, Rumania, 14 de marzo de 1938) es un deportista rumano retirado especialista en lucha grecorromana donde llegó a ser medallista de bronce olímpico en Roma 1960.

## Carrera deportiva
En los Juegos Olímpicos de 1960 celebrados en Roma ganó la medalla de bronce en lucha grecorromana estilo peso medio, siendo superado por el búlgaro Dimitar Dobrev (oro) y el alemán Lothar Metz (plata).